# DEFY
DEFYは日本の5人組ロックバンドである。2023年に結成。オルタナ、シューゲイザー、ドリームポップなどを中心に様々なジャンルの音楽を取り入れたスタイルで活動している。
2024年11月に初ライブを京都で行った。
海外での評価が高く、注目されている。

## メンバー
- uiko：ボーカル

バンド結成前はアコースティックギターやウクレレの弾き語り等で活動していた。
- oe：ギター

バンドの発起人であり、多くの楽曲の作曲・アレンジを手がけている。
- Lui：ギター

元はベーシスト志望であったが、バンドへの加入がnagに1歩遅れベースパートが埋まってしまったため、無理やりギター担当になった。
- nag：ベース

DEFYと並行していったんぶでも活動している。
- yohei：ドラム

JAZZ、ポップスなど様々なジャンルで活動してきた他、打楽器パフォーマーとしてハピドラムなどを用いたサウンドアートパフォーマンスも行う。

## 概要・略歴
2023年、oeが発起人となりバンド結成のプロジェクトが発足。nagとLuiが加入しDEFYとなるが、以後メンバーがなかなか集まらず、uikoがボーカルとして合流、次いで2024年、yoheiがドラムとして加入し、現在のメンバーとなって活動がスタートする。
2024年11月、京都nanoにて初ライブを行う。
2025年1月、カリフォルニアのラジオ局「DecayFM」の「new tracks weekend」にて"In bloom"が3日間オンエアされる。
4月、アメリカのバンドzerozのジャパンツアーに帯同し、大阪・東京でのライブツアーを行う。